# 巴黎公社广场
巴黎公社广场（越南语：Công trường Công xã Paris）是越南胡志明市第一郡的一个小型广场，以巴黎公社命名。位于𤅶犧坊，介于西貢聖母聖殿主教座堂和阮攸街之间。它也是著名的同起街的起点。在法国殖民时期，周围建有两个著名的建筑：西貢聖母聖殿主教座堂和西貢中心郵政局。

## 历史

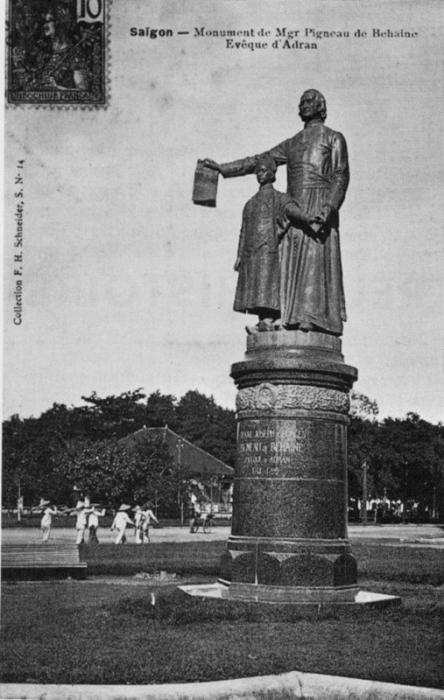
百多祿神父和皇太子阮福景的青铜雕像，1900年代

广场最初的名称为主教座堂广场（法语：Place de la Cathédrale），其历史可追溯到法国殖民时期。 1903年，殖民政府在广场的中心竖立了法国天主教神父百多祿（Pierre Pigneau de Behaine）和皇太子阮福景的青铜雕像。1945年10月，雕像被撤下， 只留下一个空的雕像底座。直到1959年，越南第一共和国政府才在这里竖立了新的和平之后圣母雕像 。 广场本身称为“和平广场”。1964年5月，南越政府将其改名为“约翰·肯尼迪总统广场”，以纪念被暗杀的美国总统。 目前的名称“巴黎公社广场”是在1975年西贡陷落后重新命名。

## 建筑
- 西貢聖母聖殿主教座堂 - 巴黎公社广场1号
- 西貢中心郵政局 - 巴黎公社广场2号